# Lance Krall
Lance Krall (9 de dezembro de 1970) é um  ator, produtor e roteirista estadunidense, mais conhecido por interpretar Kip em The Joe Schmo Show.  Ele é cofundador da Picture It Productions, uma empresa de produção de televisão sediada em Atlanta.

## Biografia
Krall nasceu em Monterey. Como seu pai, John Krall, era um aviador naval, e sua mãe, a vietnamita Yung Krall, trabalhava CIA, ele passou a maior parte de sua vida se mudando de país. Seus pais finalmente se aposentaram em 1983 e se estabeleceram na Geórgia. Krall estudou na Shiloh High School e na Georgia State University.
Krall co-escreveu o longa The Layover. O filme, dirigido por William H. Macy e estrelado por Alexandra Daddario e Kate Upton, foi lançado em 2017. Em 2016, foi cofundador da Picture It Productions, uma produtora de televisão sediada em Atlanta, Geórgia, especializada no desenvolvimento de programas de televisão. Em seus dois primeiros anos, a empresa vendeu seis roteiros para várias plataformas de transmissão, incluindo Fox, CBS, ABC, PopTV e pocket.watch. Em 2019, a Picture It fechou um acordo de dois anos com a CBS TV Studios.
Em 2021, Krall ingressou na Dagger, como vice-presidente e diretor criativo da agência. No ano seguinte iniciou a produção de conteúdos originais.